# 52 aC

## Esdeveniments

### República Romana
- Quint Cecili Metel Pius Escipió i Pompeu són cònsols.
- Pompeu és nomenat cònsol romà únic per posar ordre.
- Pompeu es casa amb Cornelia Metella.
- Vercingetorix uneix els gals en un únic front per lluitar contra els romans però és derrotat a Alèsia.

## Naixements
- Fenestella, historiador romà.
- Juba II rei de Numídia.

## Necrològiques
- Surena, general part.
- Ptolemeu XII Auletes, faraó.